# John Polidori

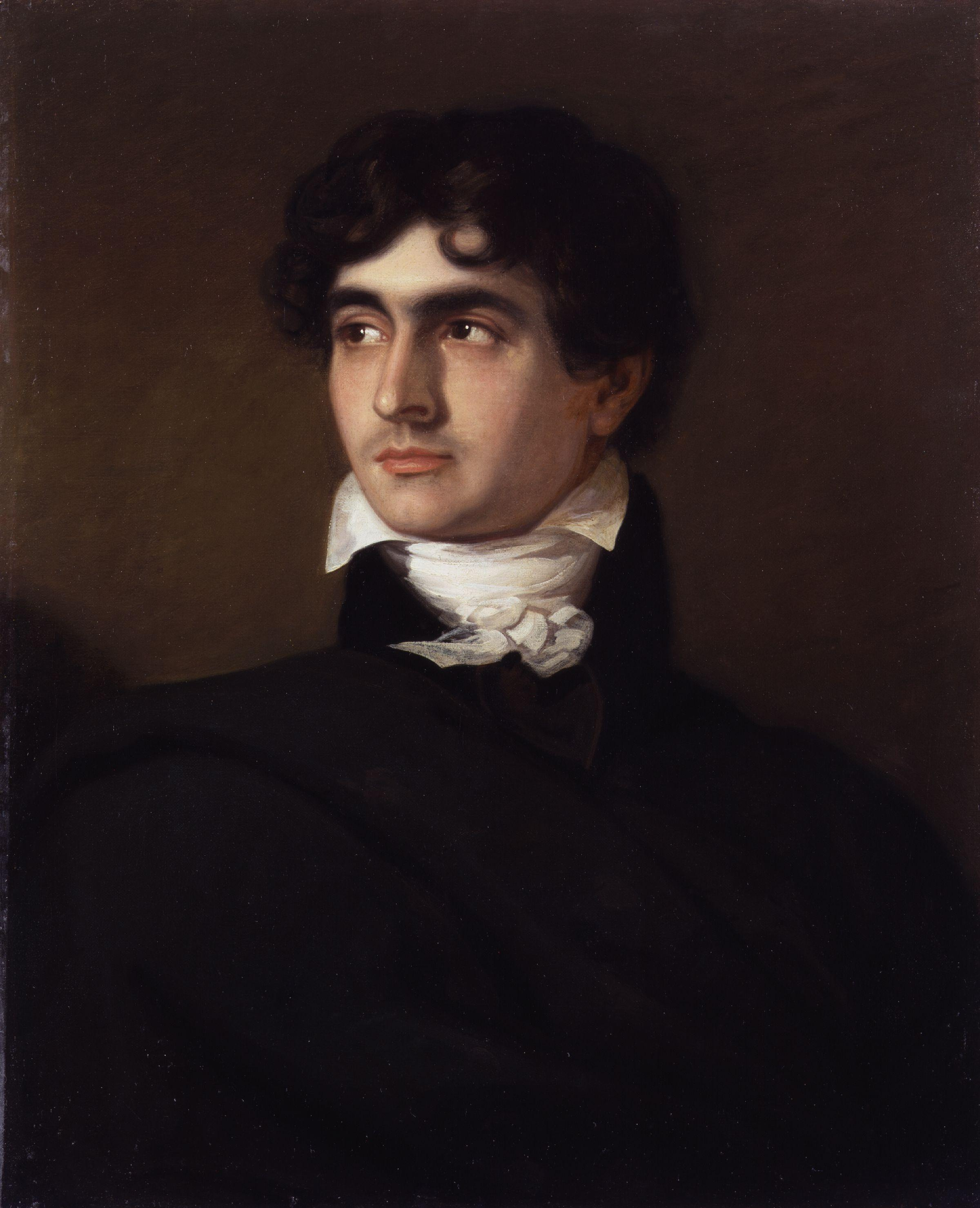
John Polidori

John William Polidori (* 7. September 1795 in London; † 24. August 1821 ebenda) war ein englischer Schriftsteller sowie Leibarzt und Reisebegleiter des Dichters Lord Byron.

## Leben
John William Polidori war der älteste Sohn von Gaetano Polidori, einem italienischen Exilpolitiker und Wissenschaftler, und Anna Maria Piere, einer englischen Gouvernante. Das Ehepaar hatte vier Söhne und vier Töchter. Seine Schwester Frances Polidori heiratete den gleichfalls im Exil lebenden Wissenschaftler Gabriele Rossetti. John William Polidori ist daher der Onkel von Maria Francesca Rossetti, Dante Gabriel Rossetti, William Michael Rossetti und Christina Rossetti. Die Kinder aus dieser Verbindung kamen allerdings alle erst nach dem Tod von John William Polidori zur Welt. 
John William Polidori war einer der ersten Schüler des damals frisch gegründeten Ampleforth College und studierte nach 1810 an der University of Edinburgh. Er promovierte dort mit einer These zum Schlafwandeln und erhielt seinen Doktorgrad in Medizin am 1. August 1815 im Alter von 19 Jahren. Ab 1816 arbeitete Polidori für Lord Byron als dessen Leibarzt und begleitete ihn auch während einer Reise durch Europa. Am Genfersee lernten die beiden unter anderem Percy Bysshe Shelley, dessen spätere Gattin Mary Godwin und deren Stiefschwester Claire Clairmont kennen. Nicht enden wollender Regen zwang die kleine Gesellschaft, mehrere Tage lang in der Villa Diodati zu bleiben. Man vertrieb sich die Zeit durch Gespräche, unter anderem über den Naturphilosophen und Dichter Erasmus Darwin, dem man nachsagte, er habe in Experimenten tote Materie belebt, sowie über Galvanismus und über die Möglichkeit, künstliches Leben zu schaffen. Vor dem Kaminfeuer in Lord Byrons Villa las man sich nachts gegenseitig Schauergeschichten vor. Lord Byron schlug schließlich vor, dass jeder eine eigene Schauergeschichte zur Unterhaltung beisteuern solle. Mary Godwin entwarf daraufhin die Geschichte von Frankenstein oder Der moderne Prometheus; Lord Byron begann eine Geschichte, die Polidori später als Basis seiner eigenen Erzählung The Vampyre aufgriff und weiter ausbaute. Mit dieser schuf Polidori nicht nur die erste moderne Vampirerzählung der Weltliteratur, sondern begründete mit der Figur des Lord Ruthven den Typus des modernen Vampirs, der das Genre bis heute prägt. Nicht zuletzt Anne Rice’ Gentleman-Vampire sind von Polidori inspiriert.
Nach der Trennung von Lord Byron reiste Polidori nach Italien und kehrte dann nach England zurück. Dort wurde die Geschichte ohne Polidoris Einwilligung im April 1819 im The New Monthly Magazine veröffentlicht und Byron zugeschrieben. Dem folgt auch die 1819 bei Leopold Voß in Leipzig erschienene deutsche Übersetzung Der Vampyr mit dem Untertitel „Eine Erzählung aus dem Englischen des Lord Byron“. Sowohl Polidori als auch Byron bemühten sich, die Falschzuschreibung aufzuklären. Die Geschichte blieb das einzige zu Lebzeiten veröffentlichte literarische Werk von Polidori. Sein langes, stark von Byron beeinflusstes Gedicht The Fall of the Angels erschien erst nach seinem Tode im Jahre 1821. Seine von seiner Schwester bearbeiteten Tagebücher erschienen 1911.
Polidori starb unter nicht ganz geklärten Umständen am 24. August 1821. Der unter Depressionen leidende und unter einer drückenden Last von Spielschulden stehende Polidori nahm sich möglicherweise durch die Einnahme von Cyanwasserstoff das Leben. Allerdings wurde damals offiziell verlautbart, dass er an einer natürlichen Ursache gestorben sei. 
1860 musste sein Grab im Londoner Old St. Pancras Churchyard mit vielen anderen Gräbern einer Eisenbahnstrecke weichen. Die Grabsteine wurden um einen Baum zusammengeschoben, so entstand ein Massengrab anonymer Toter. 
Gegenstand zeitgenössischer Romane ist Polidori in Der kalte Sommer des Doktor Polidori von Reinhard Kaiser, in Der Vampir von Tom Holland sowie in Lord Byrons Schatten von Federico Andahazi.

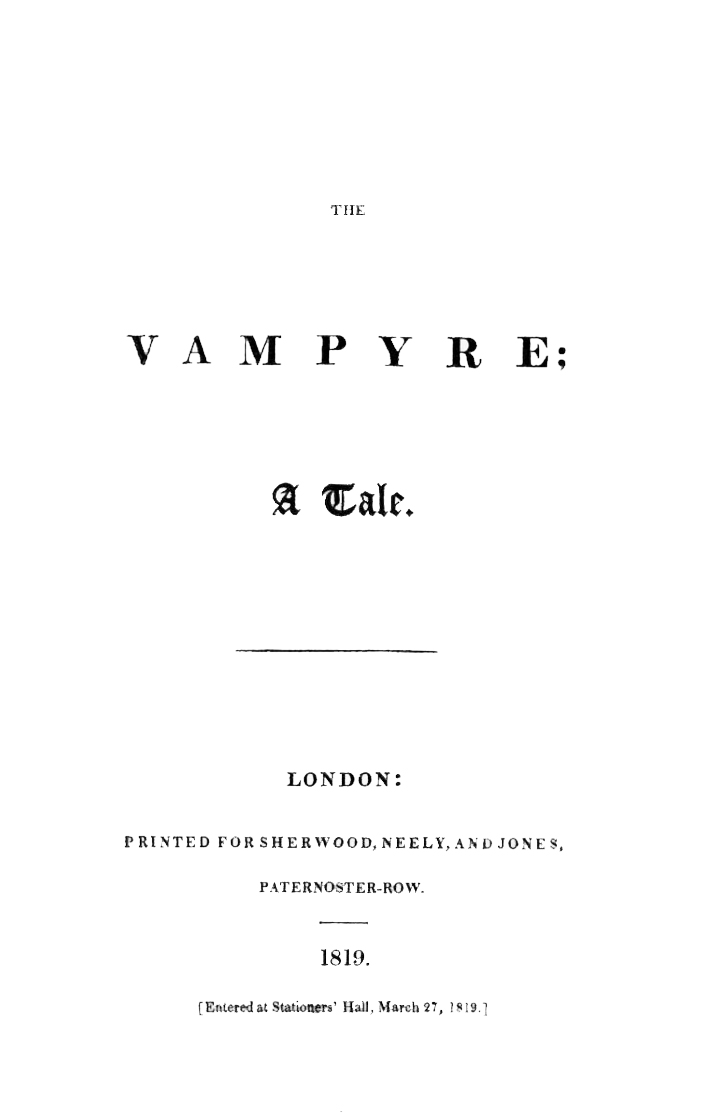
The Vampyre, 1819

## Werke
- Ernestus Berchtold. The modern Oedipus. Longman & Brown, London 1819.
- The Fall of the Angels. A sacred poem. Warren Books, London 1821.
- The Diary of Dr. John William Polidori, 1816, relating to Byron, Shelley, etc. Edited and elucidated by William Michael Rossetti. Publisher: Elkin Mathews, London 1911
- Der Vampyr. Eine Erzählung. edition scaneg, München 1991, ISBN 3-89235-509-6.
- mit einem Fragment des George Gordon Lord Byron: Der Vampir. Herausgegeben und übersetzt von Reinhard Kaiser. C. H. Beck, München 2014, ISBN 978-3-406-67011-4.